# Paracorymbia hybrida
Paracorymbia hybrida är en skalbaggsart som först beskrevs av Claudius Rey 1885.  Paracorymbia hybrida ingår i släktet Paracorymbia och familjen långhorningar.
Artens utbredningsområde är Frankrike. Inga underarter finns listade i Catalogue of Life.